# Näjern (Kristdala socken, Småland, 636792-152028)
Näjern är en sjö i Hultsfreds kommun och Oskarshamns kommun i Småland och ingår i Viråns huvudavrinningsområde. Sjön är 6 meter djup, har en yta på 0,655 kvadratkilometer och befinner sig 75 meter över havet. Näjern ligger i Viråns vattensystem Natura 2000-område.

## Delavrinningsområde
Näjern ingår i det delavrinningsområde (636931-151981) som SMHI kallar för Utloppet av Näjern. Medelhöjden är 95 meter över havet och ytan är 4,76 kvadratkilometer. Räknas de 12 avrinningsområdena uppströms in blir den ackumulerade arean 273,04 kvadratkilometer. Avrinningsområdets utflöde Virån mynnar i havet. Avrinningsområdet består mestadels av skog (75 procent). Avrinningsområdet har 0,64 kvadratkilometer vattenytor vilket ger det en sjöprocent på 13,5 procent.